# 暗帶鋸脂鯉
暗帶鋸脂鯉，為輻鰭魚綱脂鯉目脂鯉亞目锯脂鲤科的其中一個種。屬於食人魚的一種，分布於南美洲Guaporé河流域，體長可達21公分，棲息在底中層水域，生活習性不明，可作為觀賞魚及食用魚。

## 扩展阅读
維基物種上的相關：暗帶鋸脂鯉